# 광궤
광궤(廣軌, 영어: broad-gauge railway)는 표준궤보다 폭이 넓은 궤간을 가진 철도 선로를 말한다.
광궤는 특정한 궤간을 직접 일컫는 표현은 아니며, 표준궤보다 폭이 넓은 궤간을 통틀어 부르는 표현이다.

## 궤도의 종류
대표적인 광궤간으로는 러시아를 포함한 소비에트 연방 구소련권 국가의 1,520mm(러시아 궤간), 아일랜드 및 오스트레일리아(빅토리아주, 사우스오스트레일리아주), 브라질 일부에서 사용되는 1,600mm(아일랜드 궤간), 포르투갈과 스페인이 사용하는 1,668mm(이베리아 궤간), 인도 및 아르헨티나, 칠레, 파키스탄, 스리랑카 등에서 사용하는 1,676mm(인도 궤간) 등이 있다. 이외에 현재는 폐지되었으나, 스티븐슨 궤간과 경합한 브루넬의 2,140mm 궤간 역시 광궤에 해당한다.

## 광궤의 탄생 배경
광궤의 부설 이유는 크게 세 가지로 나뉜다.
첫째, 정치외교 또는 국방상의 이유로 인해, 타 국가의 철도편이 직결하거나, 영내 철도 구간을 이용하지 못하도록 하기 위한 것이다. 스페인의 경우 프랑스와의 단절을 위해, 러시아의 경우 독일과의 단절을 위해 의도적으로 광궤를 채용하고 있다.
둘째, 대형, 고출력의 기관차 사용을 위하여 광궤를 부설하기도 한다. 광궤의 경우 더 넓고 무거운 차량을 사용할 수 있으며, 특히 이는 증기기관의 경우 연소실 용적 확보에 직결되므로 출력 강화가 용이해진다. 스페인은 앞서의 이유와 함께, 산악 구간을 통과하기 위한 기관차의 성능을 확보하기 위하여 광궤를 선택하였다. 또한 고속에서의 안전성 역시 향상되기 때문에, 영국의 서해안선(GWR)이 한때 브루넬의 의견에 따라 채용한 바 있다.
셋째, 토목상의 필요에 따라 광궤를 부설하기도 한다. 연약 지반 등과 같이 노반을 확보하기가 까다로운 구간의 경우 광궤를 부설하여 노반 공사에 드는 노력을 절감하려 하기도 한다. 시베리아 횡단 철도(TSR) 건설시에 광궤 채용은 이러한 점에서 유리하게 작용하였다.
광궤는 앞서와 같은 사항 외에, 더 대형의 차량 채용을 통한 수송량의 증가 및 여객 편의성의 증가, 높은 안전성과 같은 장점을 가진다. 그 반면에 조건에 따라 공사비 및 토지 수용비의 증가, 선형 확보의 어려움, 다른 국가와의 직결 운행 어려움 등으로 인한 단점 역시 존재한다. 현재 광궤 철도를 표준으로 채용하지 않은 국가에서 광궤 노선을 신설하려는 동향은 거의 없는 실정이나, 궤간의 통일을 위한 개궤 작업, 또는 직통편을 위한 제3궤조 부설 등의 혼합궤간화는 빈번한 실정이다.
| - 차량한계가 크다 보니 실내공간을 넓힐 수 있으며, 승차감이 뛰어나다. - 궤간이 넓어진 만큼, 표준궤와 달리, 더 크고 출력이 높은 열차들을 사용할 수가 있으며, 축중 또한 높아 화물 대량수송에 적합하다. - 고속 운행에 적합하다. - 기상 조건에 따른 운행 제약이 거의 없다. - 표준궤에 비해 허용 최고 속도하고 축중이 높다. - 광궤는 표준궤 대비 안전성이 더 높다. 궤간이 넓을수록 차륜이 커지며, 더 넓은 윤축은 고속 운행 시 더욱 안정적 운행이 가능하며 고속 운행 시 발생하는 사행동을 억제할 수 있다. 그리고 광궤를 사용하는 차량은 기본적으로 표준궤 차량보다 크기가 크고 무겁기 때문에 열차와 무거운 물체가 충돌하는 사고가 발생할 경우, 열차가 탈선되거나 전도될 위험이 적다. | - 표준궤에 비해서 곡률 반경이 커야 하므로 부설 및 부지 확보가 어렵다. - 건설 및 유지보수비용이 비싸다. - 여객 수요가 적은 시골이나 곡선 구간이 많은 산악 지형에는 적합하지 않다. |

## 광궤의 종류별 규격
- 인도 궤간 (1,676mm / 5 ft 6 in)
- 이베리아 궤간 (1,668 mm (5 ft 5 21⁄32 in)
- 아일랜드 궤간 (1,600mm / 5 ft 3 in)
- 러시아 궤간 (1,520mm / 4 ft 11 in)
- 토론토 궤간 (1,495mm)

### 광궤를 사용하는 국가
- 스페인
- 포르투갈
- 아일랜드
- 인도
- 파키스탄
- 방글라데시
- 러시아
- 우크라이나

## 같이 보기
- 표준궤
- 협궤

1. ↑  트럭,버스 등
2. ↑  이것은 대형차량하고 충돌했을 때 쉽게 탈선하고 전도되어 버리는 협궤 열차하고는 대조적이다.
3. ↑  하지만 산악 지형처럼 급격한 곡선구간이 많은 노선이 아니라면 부설 및 부지 확보가 크게 어렵지는 않다.